# Miss USA 2007
Miss USA 2007, la 56.ª edición del certamen de belleza de Miss USA, fue celebrado en Hollywood, California, el 23 de marzo de 2007, después de dos semanas de competencia ardua. La ganadora del certamen fue Rachel Smith, Miss Tennessee USA 2007.
El certamen fue televisado en vivo por NBC desde el Teatro Kodak en Hollywood, California, un mes antes que el certamen del 2006. Fue la segunda vez que este lugar es sede del certamen; anteriormente se había celebrado en el 2004, cuando Shandi Finnessey de Missouri fue coronada Miss USA 2004. El hotel anfitrión fue el Wilshire Grand.
Las delegadas arribaron a Los Ángeles el 8 de marzo de 2007, y estuvieron durante dos semanas en entrenamiento y eventos antes de la noche final. La competencia preliminar fue celebrada el 19 de marzo de 2007, donde todas las cincuenta y una concursantes compitieron en traje de gala y de baño, con la competencia de la entrevista personal hecha en privado durante los días anteriores al evento. Esta fue la primera vez en los recientes años que el show de la presentación fue hecha en el salón de baile, en vez de hacerse en el local de la competencia final.
Durante el show final del 23 de marzo, las cincuenta delegadas con el mayor puntaje de la competencia preliminar fueron anunciadas. El top quince compitió en traje de baño, y el top diez compitió en traje de gala. Y por primera vez desde el 2002 que el puntaje fue mostrado después de cada ronda de la competencia.
En la conclusión de la competencia final, la Miss USA saliente Tara Conner coronó a Rachel Smith de Tennessee como la nueva Miss USA. Smith fue la tercera candidata consecutiva de Miss Teen USA en ganar el título y la segunda de Tennessee. Smith y Conner habían competido en Miss Teen USA 2002.

## Resultados

### Posiciones

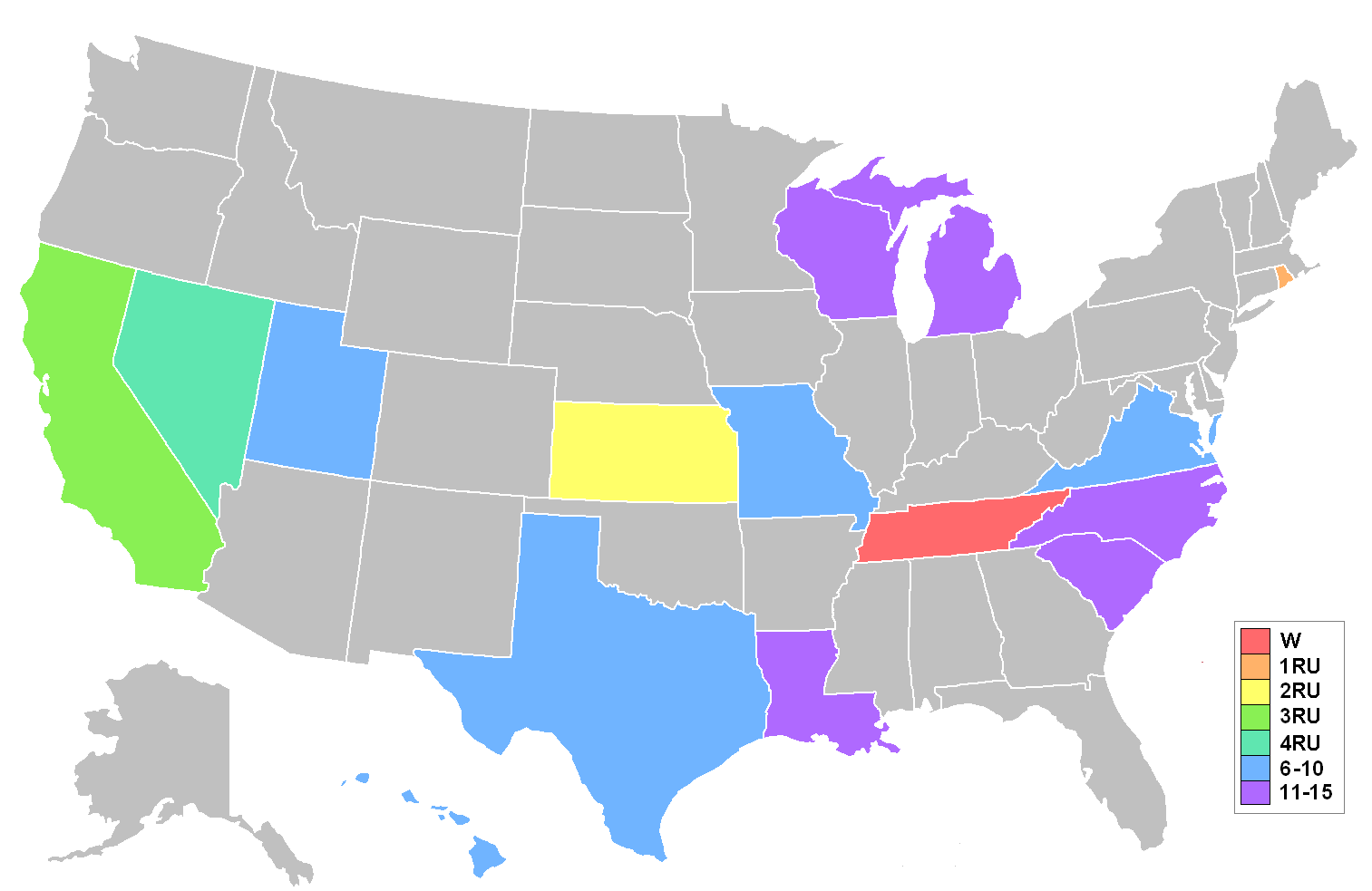
Mapa mostrando las clasificaciones por estado

| Resultado Final | Delegada |
| --------------- | --- |
| Miss USA 2007   | - Tennessee - Rachel Smith |
| 1.ª finalista   | - Rhode Island - Daniella Lacourse |
| 2.ª finalista   | - Kansas- Cara Gorges |
| 3.ª finalista   | - California- Megan Tandy |
| 4.ª finalista   | - Nevada- Helen Salas |
| Top 10          | - Hawái - Chanel Wise - Misuri - Ambar Seyer - Texas - Magen Ellis - Utah - Heather Anderson - Virginia - Lauren Barnette                                  |
| Top 15          | - Carolina del Sur - Ashley Zais - Luisiana - Elizabeth McNulty - Carolina del Norte - Erin O'Kelley - Míchigan - Kelly Best - Wisconsin - Caitlin Morrall |

### Premios especiales
- Miss Simpatía: - Stephanie Trudeau (Montana)
- Miss Fotogénica: - Rebecca Moore (Alabama)

### Competencia final
| \| State \| Swimsuit \| Evening Gown \| \| ------------------ \| -------- \| ------------ \| \| Tennessee \| 9283 \| 9522 \| \| Rhode Island \| 8850 \| 9158 \| \| Kansas \| 8682 \| 8983 \| \| California \| 8507 \| 8468 \| \| Nevada \| 8783 \| 8452 \| \| Virginia \| 8340 \| 8437 \| \| Utah \| 8628 \| 8253 \| \| Hawái \| 8515 \| 8200 \| \| Texas \| 8567 \| 8157 \| \| Missouri \| 8400 \| 8032 \| \| Carolina del Sur \| 8292 \| \| \| Luisiana \| 8158 \| \| \| Wisconsin \| 8115 \| \| \| Míchigan \| 8083 \| \| \| Carolina del Norte \| 8042 \| \| | Ganadora Primera finalista Segunda finalista Tercera finalista Quinta finalista Top 10 Top 15 |              |
| State | Swimsuit                                                                                      | Evening Gown |
| Tennessee | 9283                                                                                          | 9522         |
| Rhode Island | 8850                                                                                          | 9158         |
| Kansas | 8682                                                                                          | 8983         |
| California | 8507                                                                                          | 8468         |
| Nevada | 8783                                                                                          | 8452         |
| Virginia | 8340                                                                                          | 8437         |
| Utah | 8628                                                                                          | 8253         |
| Hawái | 8515                                                                                          | 8200         |
| Texas | 8567                                                                                          | 8157         |
| Missouri | 8400                                                                                          | 8032         |
| Carolina del Sur | 8292                                                                                          |              |
| Luisiana | 8158                                                                                          |              |
| Wisconsin | 8115                                                                                          |              |
| Míchigan | 8083                                                                                          |              |
| Carolina del Norte | 8042                                                                                          |              |

## Selección de las candidatas
Una delegada de cada estado fue escogida en certámenes estatales hechos desde junio a diciembre de 2006. El primer certamen estatal fue el de Texas, celebrado el 25 de junio de 2006 y los últimos certámenes fueron el de Kansas y Hawái, celebrado el 17 de diciembre de 2006.
Dos concursantes fueron reemplazadas por sus dos finalistas:
- Helen Salas fue coronada como Miss Nevada USA 2007 el 21 de diciembre de 2006, cuando la ganadora original, Katie Rees, fuese destronada después de la publicación de fotos "ilícitas".[10][11] Salas fue originalmente la primera finalista de la Srta. Rees en el certamen de Miss Nevada USA 2007 celebrado el 8 de octubre de 2006.[12]
- Erin Abrahamson fue coronada como Miss New Jersey USA 2007 el 15 de enero de 2007, cuando la ganadora original, Ashley Harder, renunciara después de haber quedado embarazada.[13] Las reglas cel certamen prohíben a ganadoras del título embarazarse.[14] Abrahamson fue originalmente la primera finalista de Harder en el certamen de Nueva Jersey.

Por primera vez en la historia del certamen, once exdelegadas de Miss Teen USA compitieron en el certamen. Inicialmente solo nueve tuvieron el título, pero el número incrementó a once después de que dos ganadoras del título de Miss Teen USA sustituyeran a dos candidatas que renunciaron.

## Delegadas
Las delegadas de Miss USA 2007 fueron:
| - Alabama - Rebecca Moore - Alaska - Blair Chenoweth - Arizona - Courtney Barnas - Arkansas - Kelly George - California - Meagan Tandy - Colorado - Keena Bonella - Connecticut - Melanie Mudry - Delaware - Nicole Bosso - Distrito de Columbia - Mercedes Lindsay - Florida - Jenna Edwards - Georgia - Brittany Swann - Hawái - Chanel Wise - Idaho - Amanda Rammell - Illinois - Mia Heaston - Indiana - Jami Stallings - Iowa - Dani Reeves - Kansas - Cara Gorges - Kentucky - Michelle Banzer - Louisiana - Elizabeth McNulty - Maine - Erin Good - Maryland - Michaé Holloman - Massachusetts - Despina Delios - Michigan - Kelly Best - Minnesota - Alla Ilushka - Mississippi - Jalin Wood - Missouri - Amber Seyer | - Montana - Stephanie Trudeau - Nebraska - Geneice Wilcher - Nevada - Helen Salas - Nueva Hampshire - Laura Silva - Nueva Jersey - Erin Abrahamson - Nuevo México - Casey Messer - Nueva York - Gloria Almonte - North Carolina - Erin O'Kelley - Dakota del norte - Rachel Mathson - Ohio - Anna Melomud - Oklahoma - Caitlin Simmons - Oregon - Sharitha McKenzie - Pennsylvania - Samantha Johnson - Rhode Island - Danielle Lacourse - Carolina del Sur - Ashley Zais - Dakota del Sur - Suzie Heffernan - Tennessee - Rachel Smith - Texas - Magen Ellis - Utah - Heather Anderson - Vermont - Jessica Comolli - Virginia - Lauren Barnette - Washington - LeiLani Jones - Virginia Occidental - Kasey Montgomery - Wisconsin - Caitlin Morrall - Wyoming - Robyn Johnson |

## Jueces
- Jonathan Antin - Estrella de Blowout del canal Bravo.
- Dr. Jerry Buss - Dueño de Los Angeles Lakers.
- Giuliana DePandi - Conductor de Noticias de E!
- Vanessa Minnillo - Corresponsal de Miss Teen USA 1998, MTV's Total Request Live VJ y Entertainment Tonight.
- Kimora Lee Simmons - Presidente y director de creatividad de Baby Phat.
- Jerry Springer - presentador del show America's Got Talent de NBC y conductor de su propio talk show The Jerry Springer Show.
- Vince Young - Tennessee Titans quarterback.
- Corinne Nicolas - Presidente de Trump Model Management.

## Presentadores
- Nancy O'Dell - Corresponsal de Access Hollywood
- Tim Vincent - Corresponsal de Access Hollywood